# Rony
Ronielson da Silva Barbosa (Magalhães Barata, 11 de maio de 1995), mais conhecido como Rony, é um futebolista brasileiro que atua como atacante. Joga pelo Atlético Mineiro.

## Carreira

### Remo e Cruzeiro
Estreou pelo Remo no dia 26 de março de 2014, contra o São Francisco, pelo Campeonato Paraense; sua escalação foi uma aposta do treinador Agnaldo de Jesus, então técnico interino (substituía Charles Guerreiro) e que o conhecia dos juvenis. Rony entrou no decorrer da partida e converteu o gol do empate remista em 1–1. No compromisso seguinte do clube, Roberto Fernandes já era o novo treinador azulino e a equipe, então em má fase no estadual e recém-eliminada (em 23 de março) pelo arquirrival Paysandu nas semifinais da Copa Verde, arrancaria rumo ao título paraense.
Pouco mais de um ano depois da estreia profissional, Rony foi comprado pelo Cruzeiro, em 22 de abril de 2015, quatro dias depois de participar de vitória de 2–0 em Re-Pa válido pelas semifinais da Copa Verde; o triunfo revertia derrota pelo mesmo placar no jogo de ida e, adiante, o Leão classificou-se nos pênaltis. Dali a outros quatro dias, em 26 de abril, os rivais duelariam pela final do segundo turno do Campeonato Paraense, com Rony já não integrando o elenco do técnico Cacaio — embora presente na maior parte de uma campanha que terminaria adiante outra vez campeã estadual, novamente após trajetória de recuperação, diante do risco de rebaixamento que havia ao fim de um primeiro turno ruim.
Rony também já não esteve nas finalíssimas contra o campeão do primeiro turno, o Independente; nem nas repercutidas finais contra o Cuiabá pela Copa Verde, iniciadas ainda em abril.

### Náutico
Antes de estrear pelo Cruzeiro, o atacante foi emprestado ao Náutico no dia 6 de janeiro de 2016. Marcou seu primeiro gol pela equipe no dia 14 de março, numa goleada por 5–0 sobre o América, válida pelo Campeonato Pernambucano. Rony permaneceu no Timbu até o fim do ano, destacando-se como um dos melhores jogadores do time na temporada.

### Albirex Niigata
No dia 13 de dezembro de 2016, o jogador foi vendido ao Albirex Niigata, do Japão.
Em solo japonês, dividiu ataque com o compatriota Thiago Galhardo e conseguiu chegar a marca de sete gols na J-League de 2017. Apesar dos esforços coletivos, o Albirex Niigata não conseguiu escapar do rebaixamento e tivera de jogar a Segunda Divisão Japonesa na época posterior.

### Atlhetico Paranaense
Ao retornar ao Brasil, Rony foi anunciado como reforço do Athletico Paranaense no dia 12 de julho de 2018. No final do ano, utilizando a camisa número 9, sagrou-se campeão da Copa Sul-Americana. Na campanha, o jogador contribuiu com um gol diante o Fluminense na partida de ida da semifinal.
Em 2019, ganhou a vaga de titular com a camisa número 7, sendo um dos destaques na campanha do título da Copa do Brasil – onde fizera tento nas quartas de final contra o Flamengo e na decisão, onde marcou o gol do título nos acréscimos do segundo tempo contra o Internacional. Após grande ano, foi cobiçado por outros clubes brasileiros.[carece de fontes?]
Ainda em sua estadia no time paranaense, Rony tivera a chance de vencer a Recopa Sul-Americana de 2019 e a Supercopa do Brasil de 2020. Todavia, perdeu as duas finais, sendo a primeira para o River Plate a última ao Flamengo.

### Palmeiras

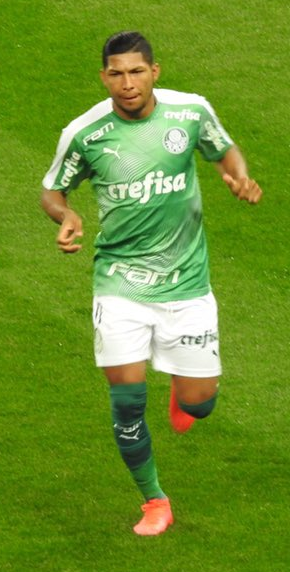
Rony, pelo Palmeiras, em 2020

Em 21 de fevereiro de 2020, foi anunciado como jogador do Palmeiras, assinando um contrato até dezembro de 2024. Foi apresentado no dia 27, com a camisa 11. Fez sua estreia dois dias depois, ao substituir Raphael Veiga no empate por 0–0 com o Santos, no Pacaembu, pela oitava rodada do Campeonato Paulista. Marcou seu primeiro gol pelo alviverde em 30 de setembro, contra o Bolívar, da Bolívia, em partida válida pela quinta rodada da fase de grupos da Libertadores, sendo o último gol na goleada pelo placar de 5–0 sobre o time boliviano.
Em janeiro de 2021, sagrou-se campeão da Libertadores, onde o Palmeiras derrotou o Santos na final. Rony foi responsável pela assistência pro único gol da partida, que foi de Breno Lopes. Terminou a competição com o maior número de assistências junto com Matías Suárez, do River Plate, com oito.
Em abril, já no início da temporada de 2021, trocou seu número no elenco para o 7. Em maio, marcou os dois gols palestrinos na vitória contra o Defensa y Justicia, na terceira rodada da fase de grupos da Libertadores. Com os dois tentos, Rony chegou a nove gols marcados jogando pelo Palmeiras na história da competição, superando Edmundo e César Maluco. Em junho, Rony renovou seu contrato com o Palmeiras por mais um ano, até o fim de 2025.
Ainda pela temporada de 2021, Rony foi mais uma vez decisivo para uma conquista internacional do Palmeiras. Titular e destaque em vários jogos da competição, o atacante conquistou o tricampeonato do alviverde da Copa Libertadores da América, sendo que a grande final foi disputada contra o Flamengo, em jogo histórico realizado em Montevidéu, que contou com vitória do Palmeiras por 2–1.
Pela temporada de 2022, em 3 de janeiro, o Palmeiras anunciou que Rony usaria a camisa 10 na temporada, que anteriormente era de Luiz Adriano. Completou cem jogos pelo Palmeiras numa vitória por 3–0 contra a Ponte Preta pelo Campeonato Paulista; o atacante foi o autor do terceiro gol.

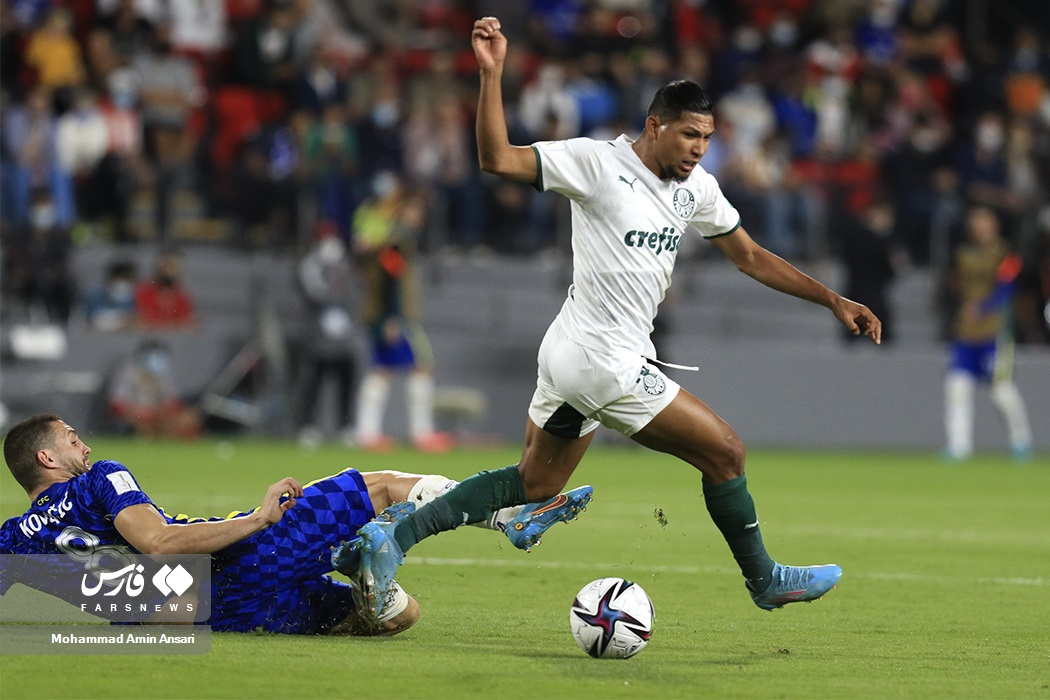
Mateo Kovačić, tentando roubar a bola de Rony, na Final do Mundial de Clubes de 2021

O jogador ainda disputou a Copa do Mundo de Clubes da FIFA de 2021 realizada em fevereiro de 2022 nos Emirados Árabes Unidos. Na competição, o Palmeiras ficou com o vice-campeonato mundial, após perder a final contra o Chelsea, da Inglaterra. Em março, Rony conquistou seu terceiro título oficial internacional pelo Palmeiras, depois de o clube alviverde vencer o Athletico Paranaense na decisão da Recopa Sul-Americana.
Em abril, Rony marcou um gol na goleada de 8–1 imposta pelo Palmeiras sobre o Independiente Petrolero, pela Libertadores; com o tento, igualou Alex como o maior artilheiro da história do Palmeiras na competição sul-americana, com 12 gols. Pouco depois, no dia 27 de abril, Rony abriu o placar na vitória por 3–1 sobre o Emelec e se isolou como o maior artilheiro do Palmeiras na Libertadores, chegando a 13 gols.
Em junho de 2022, Rony marcou dois gols na vitória por 3–0 sobre o Cerro Porteño, do Paraguai, na partida de ida das oitavas-de-final da Libertadores. Com isso, voltou a ser o maior artilheiro do Palmeiras na Libertadores chegando a dezesseis gols marcados, igualando-se a Pelé e Zico na lista de brasileiros artilheiros na Libertadores. Uma semana depois, já em julho, marcou mais dois, desta vez na partida de volta — um deles, de bicicleta, manobra que o jogador havia tentado incessantemente nos jogos anteriores do Palmeiras. Em outubro, estendeu seu contrato com o Palmeiras até o fim de 2026.
Em agosto de 2023, Rony completou duzentos jogos pelo Palmeiras no empate por 0–0 contra o Atlético Mineiro pela Libertadores da América. O jogador recebeu uma homenagem do clube.

### Atlético Mineiro
Em 14 de fevereiro de 2025, Rony foi anunciado como novo jogador do Atlético Mineiro, que assinou um contrato válido até dezembro de 2027. Os valores oficialmente não foram divulgados, mas, segundo o portal brasileiro ge, o clube mineiro pagou em torno de 6,5 milhões de euros (38,8 milhões de reais, na época) pela transferência. Fez sua estreia dois dias depois, ao entrar no segundo tempo de uma vitória por 2–0 do Atlético sobre o Tombense pelo Campeonato Mineiro. Marcou seu primeiro gol pelo novo clube em 18 de fevereiro, contra o Tocantinópolis, pela Copa do Brasil.
Em 22 de julho de 2025, foi noticiado que Rony reivindicou na justiça a rescisão de seu contrato com o Atlético, alegando atrasos nos pagamentos de FGTS, luvas e, principalmente, direito de imagem. O jogador foi acompanhado por alguns colegas de equipe, como Gustavo Scarpa, Guilherme Arana e Igor Gomes que também buscam judicialmente o pagamento de valores atrasados, mas até o momento foi o único a pedir diretamente o encerramento do contrato.

### Seleção Brasileira
Em 3 de março de 2023, Rony foi convocado pela primeira vez por Ramon Menezes para a Seleção Brasileira principal para a disputa de um amistoso contra o Marrocos. Rony estreou pela Amarelinha no dia 25 de março, começando como titular na derrota por 2–1 para a Seleção Marroquina, em Tanger. O atacante acabou tendo a pior nota da equipe (6,1) no aplicativo Sofascore.

## Estilo de jogo
De acordo com uma análise realizada por Leonardo Miranda, jornalista especialista em táticas do futebol, do portal ge, Rony é um atacante de velocidade e mobilidade, que "ajuda na marcação".
Na época que jogava pelo Athletico, de acordo com o UOL, Rony era escalado como ponta que tinha como características principais a velocidade, a potência física e agressividade. Sob o comando de Tiago Nunes pela equipe paranaense, o atacante era posicionado para realizar ataques pela esquerda; jogando dessa forma, foi líder de assistências da equipe na temporada de 2019. Após o jogador ter se transferido para o Palmeiras, o então técnico Vanderlei Luxemburgo chegou a comentar que Rony teria que "se adaptar" ao estilo de jogo do time paulista, que era mais proativo do que no Athletico; o atacante, mais acostumado a ser utilizado em contra-ataques, encontrava dificuldades para enfrentar equipes adversárias que não dessem muito espaço na defesa.
Com a chegada de Abel Ferreira na equipe alviverde, Rony foi mudado de posição e colocado como centroavante no ataque palmeirense; o jogador melhorou de rendimento e, entre 2020 e 2022, passou a marcar muitos gols. Ainda de acordo com Leonardo Miranda, Abel utiliza Rony para realizar "ataques de profundidade", isto é, quando o jogador procura um espaço vazio perto do gol adversário.
Entretanto, Rony já foi alvo de críticas das torcidas nos clubes que passou pela sua dificuldade nas finalizações e seus gols perdidos.

## Estatísticas

### Clubes
Abaixo estão listados todos os jogos, gols e assistências do futebolista por clubes.
| Clube                | Temporada         | Campeonato nacional | Campeonato nacional | Campeonato nacional | Copa nacional[a] | Copa nacional[a] | Copa nacional[a] | Competições continentais[b] | Competições continentais[b] | Competições continentais[b] | Outros torneios[c] | Outros torneios[c] | Outros torneios[c] | Total | Total | Total   |
| Clube                | Temporada         | Jogos               | Gols                | Assist.             | Jogos            | Gols             | Assist.          | Jogos                       | Gols                        | Assist.                     | Jogos              | Gols               | Assist.            | Jogos | Gols  | Assist. |
| -------------------- | ----------------- | ------------------- | ------------------- | ------------------- | ---------------- | ---------------- | ---------------- | --------------------------- | --------------------------- | --------------------------- | ------------------ | ------------------ | ------------------ | ----- | ----- | ------- |
| Remo                 | 2014              | 10                  | 3                   | 0                   | —                | —                | —                | —                           | —                           | —                           | —                  | —                  | —                  | 10    | 3     | 0       |
| Remo                 | 2015              | —                   | —                   | —                   | 2                | 0                | 0                | —                           | —                           | —                           | 9                  | 2                  | 0                  | 11    | 2     | 0       |
| Remo                 | Total             | 10                  | 3                   | 0                   | 2                | 0                | 0                | —                           | —                           | —                           | 9                  | 2                  | 0                  | 21    | 5     | 0       |
| Naútico              | 2016              | 35                  | 11                  | 5                   | 2                | 0                | 0                | —                           | —                           | —                           | 14                 | 3                  | 0                  | 51    | 14    | 5       |
| Naútico              | Total             | 35                  | 11                  | 5                   | 2                | 0                | 0                | —                           | —                           | —                           | 14                 | 3                  | 0                  | 51    | 14    | 5       |
| Albirex Niigata      | 2017              | 32                  | 7                   | 4                   | 2                | 1                | 0                | —                           | —                           | —                           | —                  | —                  | —                  | 34    | 8     | 4       |
| Albirex Niigata      | Total             | 32                  | 7                   | 4                   | 2                | 1                | 0                | —                           | —                           | —                           | —                  | —                  | —                  | 34    | 8     | 4       |
| Athletico Paranaense | 2018              | 15                  | 3                   | 1                   | —                | —                | —                | 8                           | 1                           | 0                           | —                  | —                  | —                  | 23    | 4     | 1       |
| Athletico Paranaense | 2019              | 30                  | 6                   | 8                   | 8                | 2                | 1                | 8                           | 0                           | 1                           | 3                  | 1                  | 1                  | 49    | 9     | 11      |
| Athletico Paranaense | 2020              | —                   | —                   | —                   | —                | —                | —                | —                           | —                           | —                           | 1                  | 0                  | 0                  | 1     | 0     | 0       |
| Athletico Paranaense | Total             | 45                  | 9                   | 9                   | 8                | 2                | 1                | 16                          | 1                           | 1                           | 4                  | 1                  | 1                  | 73    | 13    | 12      |
| Palmeiras            | 2020              | 23                  | 5                   | 1                   | 7                | 1                | 1                | 11                          | 5                           | 8                           | 9                  | 0                  | 0                  | 52    | 11    | 10      |
| Palmeiras            | 2021              | 25                  | 4                   | 1                   | 2                | 0                | 0                | 10                          | 6                           | 1                           | 11                 | 2                  | 1                  | 48    | 12    | 3       |
| Palmeiras            | 2022              | 33                  | 12                  | 2                   | 3                | 0                | 0                | 10                          | 7                           | 1                           | 17                 | 4                  | 2                  | 61    | 23    | 5       |
| Palmeiras            | 2023              | 30                  | 5                   | 0                   | 4                | 0                | 0                | 10                          | 3                           | 4                           | 15                 | 6                  | 3                  | 59    | 14    | 7       |
| Palmeiras            | 2024              | 10                  | 2                   | 1                   | 2                | 1                | 0                | 6                           | 1                           | 2                           | 16                 | 3                  | 0                  | 34    | 7     | 3       |
| Palmeiras            | Total             | 121                 | 28                  | 5                   | 12               | 2                | 1                | 47                          | 22                          | 16                          | 68                 | 15                 | 5                  | 254   | 67    | 28      |
| Total na carreira    | Total na carreira | 243                 | 58                  | 23                  | 26               | 5                | 2                | 63                          | 23                          | 17                          | 95                 | 21                 | 6                  | 433   | 107   | 49      |

- a. ^ Jogos da Copa do Brasil, Copa do Imperador e Copa da Liga Japonesa
- b. ^ Jogos da Copa Sul–Americana e Copa Libertadores
- c. ^ Jogos do Campeonato Pernambucano, Campeonato Paranaense, Campeonato Paulista, Recopa Sul-Americana, Copa Suruga, Supercopa do Brasil e Mundial de Clubes

### Seleção Brasileira
Abaixo estão listados todos os jogos, gols e assistências do futebolista pela Seleção Brasileira.

#### Seleção principal
| Ano               | Amistosos | Amistosos | Amistosos |
| Ano               | Jogos     | Gols      | Assist.   |
| ----------------- | --------- | --------- | --------- |
| 2023              | 3         | 0         | 0         |
| Total na carreira | 3         | 0         | 0         |

## Títulos
Remo
- Campeonato Paraense: 2014 e 2015

Athletico Paranaense
- Copa Sul-Americana: 2018
- Campeonato Paranaense: 2019
- Copa Suruga Bank: 2019
- Copa do Brasil: 2019

Palmeiras
- Campeonato Paulista: 2020, 2022, 2023 e 2024
- Copa Libertadores da América: 2020 e 2021
- Copa do Brasil: 2020
- Recopa Sul-Americana: 2022
- Campeonato Brasileiro: 2022 e 2023
- Supercopa do Brasil: 2023[65]

Atlético Mineiro
- Campeonato Mineiro: 2025

### Prêmios individuais
Athletico Paranaense
- Seleção da final da Copa do Brasil: 2019[66]
- Melhor Jogador da Final da Copa do Brasil: 2019[67]

Palmeiras
- Seleção da Copa Libertadores da América: 2020[68] e 2021[69]
- Seleção da final da Copa do Brasil: 2020[70]
- Seleção ideal da América do Sul pelo jornal El País: 2020[71]
- Seleção do Campeonato Paulista: 2021[72] e 2023[73]
- Troféu Mesa Redonda – Seleção da Temporada: 2022[74]
- Troféu Mesa Redonda – Melhor Gol da Temporada: 2022[74]
- Gol do Ano do Campeonato Brasileiro: 2022[75]

### Artilharias
- Copa Suruga Bank de 2019 (1 gol)[76]

### Assistências
- Copa Libertadores da América de 2020 (8 assistências)

### Recordes e marcas
- Maior artilheiro do Palmeiras na Copa Libertadores da América (22 gols)[77]
- Artilheiro do Palmeiras na temporada 2022 (23 gols)[78]